# Río Atrato
Der Río Atrato ist ein Fluss im nordwestlichen Kolumbien im Übergangsbereich von Mittelamerika nach Südamerika. 

## Verlauf
Der Fluss entspringt an den Hängen der Cordillera Occidental in Kolumbien und fließt in nördlicher Richtung zum Golf von Urabá, einer Nebenbucht des Golfs von Darién, wo er ein großes, sumpfiges Flussdelta bildet.
Der Fluss durchfließt das Departamento del Chocó von Süden nach Norden und bildet an zwei Stellen die Grenze zum benachbarten Departamento Antioquia.
Seine Länge beträgt etwa 750 km. Er ist flussaufwärts auf einer Länge von 400 km schiffbar bis zur Stadt Quibdó. Der Atrato ergießt in jeder Sekunde 4.900 m³ Wasser in das Karibische Meer. Es heißt, er sei der am schnellsten fließende Fluss der Welt, weil der Fluss im Vergleich zur Größe seines Einzugsgebiets die größte Wassermenge transportiert.
Auf seinem Lauf durch ein enges Tal zwischen der östlich gelegenen Cordillera Occidental und der westlich gelegenen Serranía de Baudó hat der Atrato nur kurze Nebenflüsse, die wichtigsten von ihnen sind der Río Truandó, der Río Sucio und der Río Murri. Entlang einiger seiner Zuflüsse liegen die Gold- und Platin-Minen von Chocó und die Flusssande sind goldhaltig. Der Bergbau hat die Natur im Flussgebiet und die indigenen Völkern geschädigt. Das kolumbianische Verfassungsgericht stellte im November 2016 fest, dass das Atrato-Becken ein Recht auf „Schutz, Konservierung, Instandhaltung und Restaurierung“ besitzt.

## Geschichte
Der Atrato war auf Grund seiner tiefen Fahrrinne in der Vergangenheit als Fahrtroute für einen mittelamerikanischen Kanal zur Durchstoßung der Landenge im Gespräch. Entsprechende Pläne wurden jedoch zugunsten des Panama-Kanals aufgegeben.